# 宅配ロボット

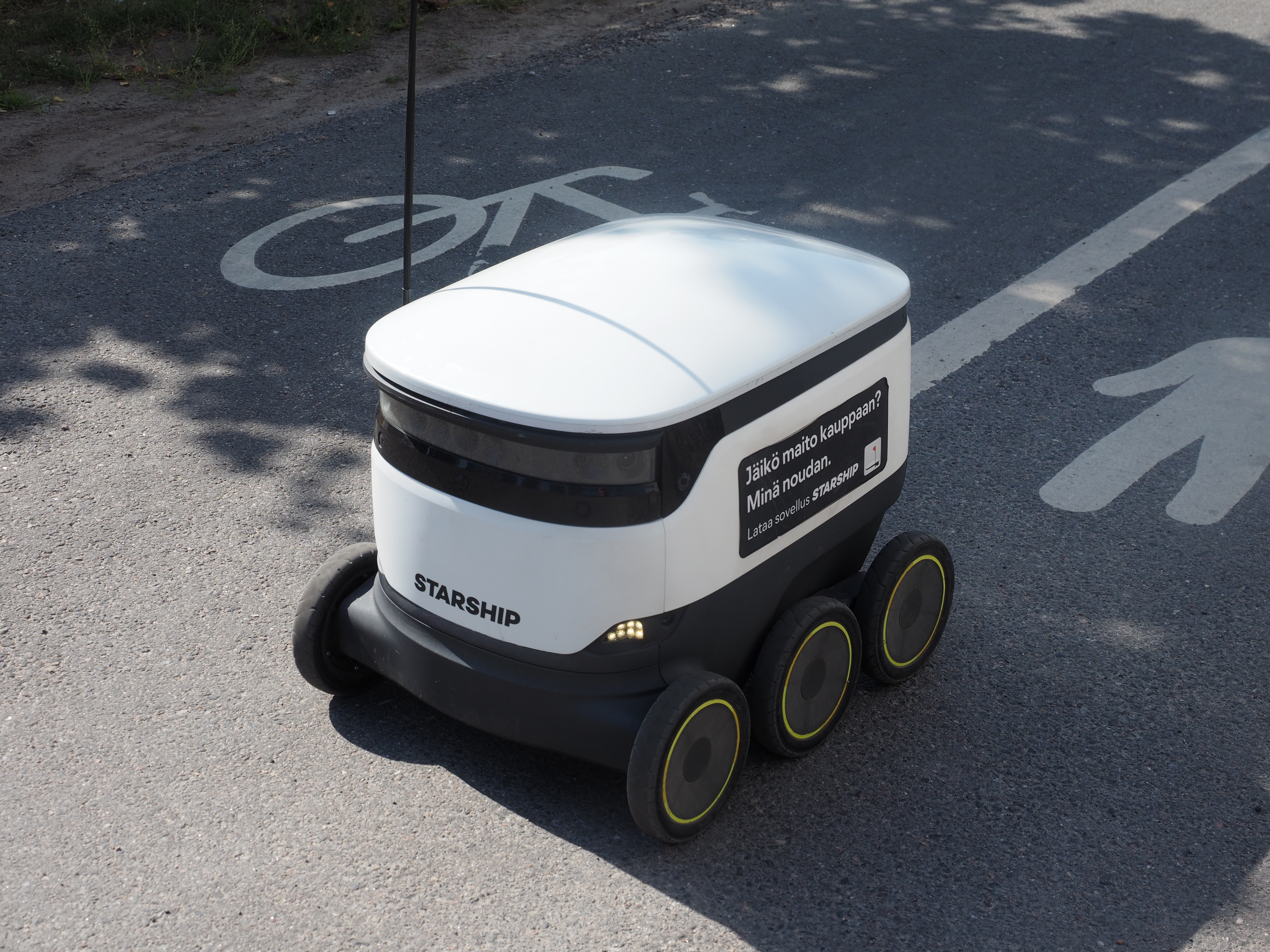
スターシップの配達ロボット

宅配ロボットまたはデリバリーロボット（英: Delivery robot(英語版)）は、「ラストマイル」の配達サービスを提供する「無人地上車両」あるいは「無人航空機」である。

## 概要
宅配ロボットは、食品配達、小包配達、病院配達、ルームサービスなど、さまざまな活用が検討されている。また、自律型ロボットであるが、ロボットが障害物等に引っかかる場合など、ロボットが単独で解決できない特定の状況下ではオペレーターによる遠隔操作で監視および制御が可能である。
離島または災害等で道路が利用できない場合は、無人航空機の活用が期待される。

## 歴史
宅配ロボットが実用化される以前は、ホテルのルームサービスでロボットは使われていた。2014年、ロボット・ベンチャー企業であるサヴィオーク によってルームサービスロボット「Relay」が導入された。顧客が注文すると、スタッフが商品をロボットに入れて顧客に配達するロボットによる最初の配送であった。

## 日本
経済産業省では、自動配送ロボットを「自動で走行して、物流拠点や小売店舗などの様々な荷物や商品を配送するロボット」と定義している。EC市場の拡大などにより宅配需要が急増する中、物流分野における人手不足や買い物弱者対策などの課題解決のため、早期の社会実装が期待されている。
日本では少子高齢化による人手不足などの影響が問題になっている。特に物流、運送業界の慢性的な労働力不足解決のために自動配送ロボットが公道を走行するための実証実験が行われ、法整備も進んでいる。
2022年11月8日、北海道石狩市緑苑台東地区の一部エリアの公道で無人自動配送ロボットによる個人向け配送サービスの実証実験を開始。
自動走行ロボットが公道走行を可能にする改正道路交通法が2023年4月1日に施行され、自動走行ロボットは「遠隔操作型小型車」として届出制になる見通し。
- 2019年 - 官民協議会が国内の実装に向けた検討を開始
- 2020年 - 公道実証実験の制度整備および国内での公道実証実験開始
- 2021年 - 通常国会に自動配送ロボットの制度化の関連法案提出
- 2022年4月19日 - 低速・小型の自動配送ロボットの公道走行に関する規定の整備を含む「道路交通法の一部を改正する法律」が成立
- 2023年4月1日 - 改正道路交通法が施行、自動配送ロボットは「遠隔操作型小型車」（最大速度6km/h以下、120cm以下の小型車）として届け出制となり、公道走行が可能に[12][13]
- 2024年3月5日 - ウーバーイーツジャパン、自律走行ロボットを使った配達を一部の地域で6日から始めると発表[14]
- 2024年11月6日 - 楽天グループ、自動配送ロボットによる配送サービスを、東京都内の一部で開始[15]。
- 2025年1月23日 - NEDOによる助成事業「革新的ロボット研究開発基盤構築事業[16]」（自動配送ロボットによる配送サービスの実現）の一環として、パナソニックHD、自動配送ロボットによる配送サービスの公道における10台同時運用の実証実験を開始[17][18]。

## 企業

### 自動走行ロボット
小型ロボットを積極的に利用し、安全な速度で走行、歩行者や障害物を避けながら食料品や小さな荷物のラストマイル配達を行っている。
- スターシップ・テクノロジーズ - 2018年11月、ロンドンの北西部にあるイギリスのニュータウン・ミルトン・キーンズで宅配サービスを開始、約半年間で5万回以上の配送を実現している[19]。2021年1月までに100万回以上の配達を行った[20]。
- アマゾンスカウト - 2019年1月23日、アマゾンスカウトは米アマゾンが発表した6輪の自動配達ロボット。ワシントン州スノホミッシュ郡のアマゾンの顧客向けにパッケージの配達を行った[21]。2022年10月、スカウトのフィールドテストを中止した[22][23]。

### ドローン
- Zipline - 固定翼UAVとパラシュートドロップを利用して医薬品と血液を2022年6月までに325,000回の配達を行った[24]。

- ウィングコプター - ラストマイル配送で医療検査サンプルや物資を提供した無人eVTOL配送ドローン[25]。

## 導入事例
- 食料品を配達するDaxbot
- タリンのスール・アメリカ通りを横断するスターシップ・テクノロジーズの配送ロボット
- ピッツバーグ大学医療センター（英語版）の病院配達ロボット
- シンガポールのヨーテルのルームサービスロボットであるヨランダは、ロビーから客室まで移動する
- オレゴン州立大学の学生に食べ物を届けるスターシップ製の歩道ロボット
- バヌアツでウインチ機構を通じてワクチンを届けるウィングコプター